# 26441 Nanayakkara
26441 Nanayakkara è un asteroide della fascia principale. Scoperto nel 2000, presenta un'orbita caratterizzata da un semiasse maggiore pari a 3,1130659 UA e da un'eccentricità di 0,1631877, inclinata di 3,13887° rispetto all'eclittica.